# Francesco Vollaro
Francesco Vollaro (Grumo Nevano, 25 de enero de 1915 - Ambatondrazaka, 23 de junio de 2004), también conocido por nombre religioso Francisco de San Juan de Mata, fue un religioso trinitario y primer obispo de Ambatondrazaka.

## Biografía
Francesco Vollaro nació el 25 de enero de 1915 en Grumo Nevano (Nápoles-Italia. Hijo de Giovanni vollaro y Luisa Fermiello. Realizó sus estudios primarios en Gragnano y adolescente entró al seminario de los padres trinitarios de Nápoles. El 8 de octubre de 1930 tomó el hábito y cambió su nombre por Francisco de San Juan de Mata. Hizo su noviciado en la comunidad de Santa Maria delle Grazie alle Fornaci. Regresó a Nápoles, donde profesó sus votos solemnes. Estudió filosofía y teología en el Pontificio Instituto Eclesiástico de Posillipo. Fue ordenado sacerdote el 8 de abril de 1939 en la catedral de Nápoles. 
Siguiendo el ejemplo del misionero Giuseppe Di Donna (futuro obispo de Andria), Vollaro quiso irse de misión a Madagascar, pero sus superiores decidieron enviarlo a Roma a continuar sus estudios. Estudio en Derecho canónico en la Pontificia Universidad Gregoriana. En 1941 fue trasferido a la nueva comunidad trinitaria de Gagliano del Capo. En 1949 se le cumplió el sueño de ir de misión a Madagascar. Luego de varios años de servicio a la misión en Madagascar, Francesco Vollaro, el 19 de diciembre de 1959, el papa Juan XXIII lo nombra obispo de la nueva diócesis de Ambatondrazaka. Recibió la consagración episcopal de manos de Edmond-Marie-Jean Wolff, misionero espiritano y obispo de Diego-Suárez, el 1 de mayo de 1960. Como con-celebrantes estuvieron Ángel Martínez Vivas, también trinitario y obispo de Tsiroanomandidy, y Claude Rolland, de la congregación de la Salette y obispo de Antsirabé.
Como obispo, Vollaro participó en todas las sesiones del Concilio Vaticano II. El 6 de marzo de 1993 cesó su gobierno de la diócesis de Ambratondrazaka y pasó a ser obispo emérito. Murió el 23 de junio de 2004 en su misma diócesis.